# Szamáva
Szamáva, Samawah, As Samawah (arabul: السماوة) város Irakban, Bagdadtól 280 km-re, délkeletre, az el-Muszanna Kormányzóságban. A lakosság száma a 2008-as becsült adatok szerint 155 103 fő volt.

## Fekvése
Az el-Muszanna Kormányzóság északi szélén, félútion Bagdad és Baszra közt, az Eufrátesz partján fekvő település.

## Története
A város az Eufrátesz partján fekszik, látnivalót leginkább bazárja, és a városról elnevezett színpompás szőnyegei nyújthatnak.
Közelében, a várostól nyugati irányban, kb. 30 km-relfekszik a Szava-tó, mely szép üdülő- és kirándulóhely. Sós vizű tavához aszfaltút vezet.

## Nevezetességek
- Bazár (Szamávai szőnyegek)
- Szava-tó

## Közlekedés
- Bagdad–Baszra nagysebességű vasútvonal